# Coelogyne tsii
Coelogyne tsii é uma espécie de orquídea epífita, família Orchidaceae, originária do Yunnan, China.